# Ширяев, Валерий Викторович

Автограф

Валерий Викторович Ширяев (укр. Валерій Вікторович Ширяєв; род. 26 августа 1963, Нижний Тагил, Свердловская область, РСФСР, СССР) — советский, украинский, швейцарский хоккеист, защитник. Заслуженный мастер спорта СССР (1989). Тренер.

## Биография
Воспитанник СДЮШОР «Торпедо» (Тольятти) (1981).
В 1981—1991 играл в «Соколе» (Киев). В чемпионатах СССР — 414 матчей, 65 голов.
Чемпион мира среди молодёжных команд 1983.
В 1991—93, 2006 — в «Биль», в 1993—96, 1997—2003, 2006-08 — в «Ла-Шо-де-Фон», в 1996/97 — «Давос», в 2002-03 — «Цуг», в 2003—04 — в «Берн», в 2004—05 — в «Лангнау Тайгерс», в 2005-06 — в «Женева-Серветт».
Завершил профессиональную карьеру в декабре 2008 из-за рецидива травмы колена.
Чемпион мира и Европы 1989 — 10 матчей, 2 гола. Участник ЧМ 1999, 2001—2004 (24 матча, 4 гола). Участник ЗОИ 2002 (4 матча, 2 гола).
Чемпион Швейцарии 2004, бронзовый призёр чемпионата СССР 1985.
Женат, дочь Дарья, сын Евгений — также хоккеист.